# Accélérateur Grand Louvre d'analyse élémentaire

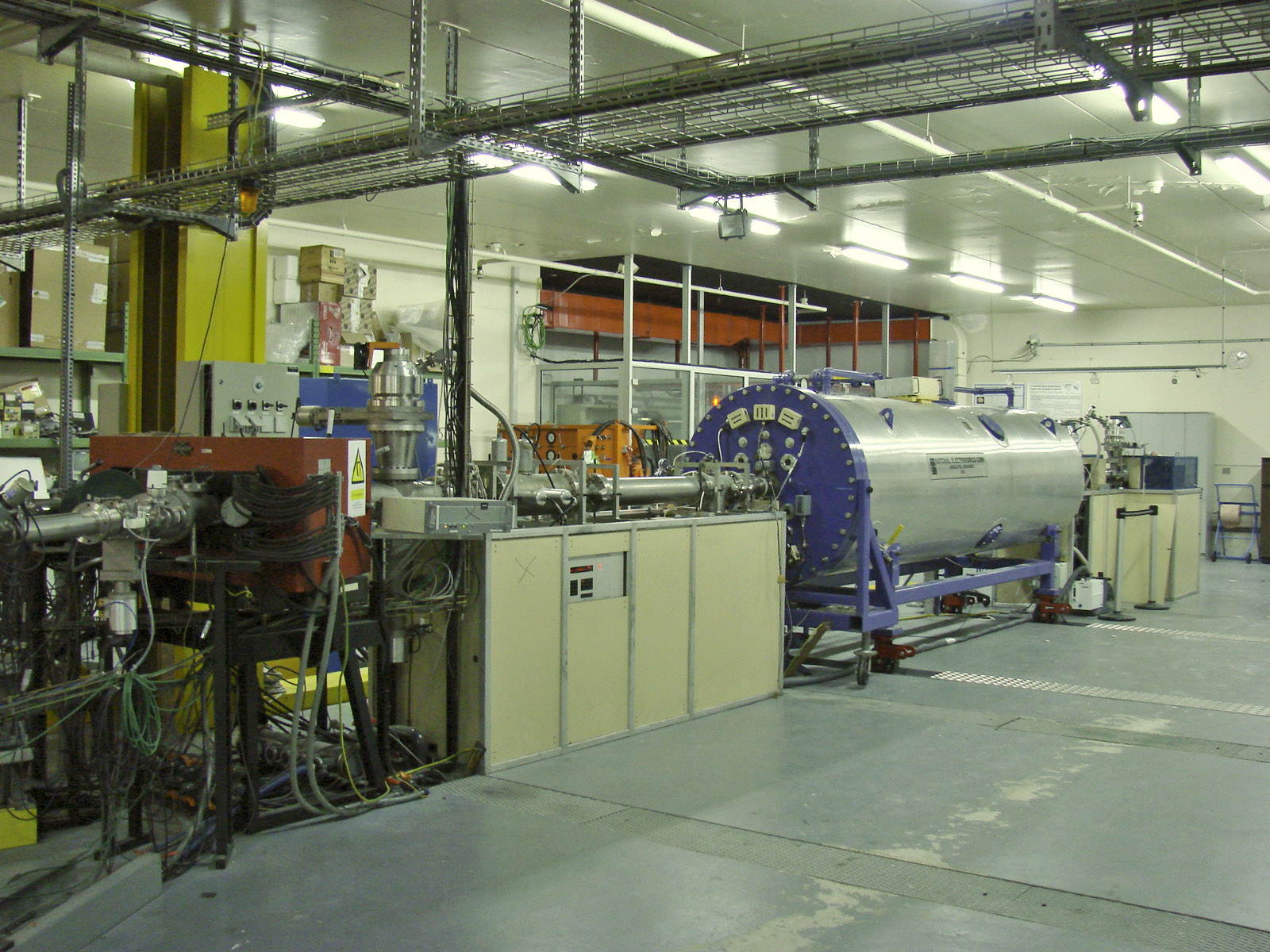
Intérieur des laboratoires de l'AGLAE

Pour les articles homonymes, voir Aglaé.
L'accélérateur Grand Louvre d'analyse élémentaire (AGLAÉ) est un appareil d'analyse destiné à l'étude des œuvres d'art et d'archéologie. Le nouvel AGLAÉ est inauguré le 23 novembre 2017, il est le fruit d’une collaboration entre les équipes d’ingénieurs et chercheurs du C2RMF/CNRS et de la société THALES.   
Long de 26 mètres et pesant 10 tonnes, il est construit sous le musée du Louvre dans une enceinte protégée. Le faisceau issu de l'accélérateur de particules excite les atomes de la cible, et des détecteurs analysent les émissions secondaires (rayons X, rayons gamma, lumière). Ces émissions permettent d'identifier, même à l'état de traces, tous les éléments chimiques présents dans les couches superficielles de l'objet. Leur nature, leur concentration et leur localisation dévoilent l'histoire de l'objet et permettent de l'authentifier. 
Lancé en 1983 et réalisé sous la conduite de Georges Amsel, directeur du système d'analyse par faisceaux d'ions du Groupe de Physique des Solides de l'Université de Paris VII et du CNRS au campus de Jussieu et de Michel Menu, il fut installé au Louvre en 1987 et inauguré en 1989. 
L'accélérateur est un modèle électrostatique tandem de 2 millions de volts Pelletron 6 SDH-2 conçu par la société Américaine NEC. Il permet d'accélérer des protons jusqu'à 4MeV, des particules alpha jusqu'à 6 MeV, ainsi que des ions plus lourds (deutons). Il comporte une source d'ions Alphatross ainsi qu'une source radiofréquence à haute brillance Duoplasmatron installée en 1995, lorsque les nouveaux locaux scientifiques du laboratoire de recherche et de restauration des musées de France (C2RMF) furent construits sur 5 000 m2 et 15 m de profondeur autour d'AGLAE, sous la cour du Carrousel du Louvre et inaugurés le 16 février 1995.
Le microfaisceau est extrait à l'air et permet l'analyse directe et non destructive des œuvres sans prélèvement ni préparation ou mise sous vide. Elle a été équipée d'un dispositif de focalisation qui permet de réduire la taille du faisceau jusqu'à environ 10 µm et de réaliser ainsi une microsonde nucléaire à pression atmosphérique.
Plusieurs détecteurs sont implantés sur la micro-sonde AGLAÉ :
- sonde nucléaire ou PIXE (particle induced X-ray emission), où l'on analyse les rayons X ;
- l'analyse par réactions nucléaires (en) (NRA) dont une variante est dénommée PIGE (particule-induced gamma-ray emission ou émission gamma induite par particules chargées) ;
- la spectroscopie de rétrodiffusion de Rutherford (RBS) ;
- un spectromètre permettant d’enregistrer la ionoluminescence ou IBIL (ion-beam induced luminescence) ;
- l'analyse de détection de recul élastique (en) (ERDA).

C'est le seul accélérateur de particules au monde à être détenu au profit de musées. Il constitue la méthode la plus performante qui soit pour l'analyse de la composition en éléments chimiques d'un objet ; il permet d'obtenir les résultats en quelques minutes et, surtout, sans prélèvement de l'œuvre. La machine a été adaptée aux contraintes posées par les œuvres d'art. Ainsi, contrairement à ce qui se passe dans un laboratoire de physique nucléaire, le microfaisceau d'ions doit sortir dans l'air (alors qu'il est sous vide dans l'accélérateur) sur moins de 2 mm avant de frapper sa cible. Mais, à part ces ajustements, le fonctionnement reste classique.

## New AGLAÉ (2017)
L’Accélérateur Grand Louvre d’Analyse Elémentaire, installé depuis 1988 dans les sous-sols du C2RMF, a été démonté à l’été 2016. La radioprotection de la salle qui l’abrite a été renforcée. Puis l’instrument a été remonté et transformé sur plusieurs points importants.
En 2017, AGLAÉ devient New AGLAÉ. Cette évolution est l’aboutissement d’un projet initié en 2010. Le projet est réalisé par l’équipe AGLAÉ et la société THALES Communications & Security. L’Agence Nationale de la Recherche, à travers le programme Investissement d’Avenir, ainsi que la Ville de Paris ont financé cet équipement d’excellence.
Les objectifs de ce projet sont triples : conception et développement d’un multi-détecteur plus sensible, permettant l’analyse de matériaux fragiles comme les couches picturales composées de pigments inorganiques et de liants organiques ; mise en œuvre d’un système d’imagerie chimique systématique ; automatisation de la ligne de faisceau permettant l’analyse jour et nuit.
L'instrument initial ne permettait pas d'analyser des matériaux « fragiles » : les matières d'origine biologique, comme les pigments organo-minéraux des œuvres peintes, auraient pu subir des modifications visibles sous l'action du faisceau de particules. Le nouvel AGLAÉ inclut un système de détection plus sensible, qui permet de diminuer d'un facteur 10 l'irradiation des œuvres d'art à étudier, et de réaliser des cartographies chimiques simultanément avec plusieurs techniques d'analyse. Le nouveau multi-détecteur d'AGLAÉ, réalisé grâce à un financement  de la Ville de Paris, a été mis en place à partir de 2013.
De plus, faute d'automatisation, l'accélérateur ne pouvait fonctionner que 8 à 10 heures par jour, limitant l'accès à cet outil très sollicité par des utilisateurs extérieurs, français et européens. La société Thales a par la suite travaillé sur l'automatisation de l'accélérateur et la ligne de faisceau.

### Ce que voit AGLAÉ
La tête égyptienne, par exemple, était l'un des fleurons des antiquités égyptiennes du musée du Louvre. Mais des doutes avaient toujours pesé sur son authenticité. L'étude des deux verres bleus avec l'accélérateur de particules a montré qu'ils contenaient du plomb et de l'arsenic, des composés typiques des verres fabriqués à partir du XVIIIe siècle.
Le succès d'AGLAÉ a dépassé les  frontières hexagonales. L'Union européenne a même accepté de financer la venue à Paris, une fois par mois, de chercheurs européens pour qu'ils analysent leurs œuvres. Des archéologues peuvent également effectuer cette demande, tandis que des tribunaux et des musées font appel à AGLAE pour authentifier certaines pièces.